# Катарагама
Катарагама, Катхарагама или Катиркамам (там. கதிர்காமம்) — город, популярное место паломничества индусов, буддистов, мусульман Шри-Ланки и Южной Индии, где бог Муруган является главным божеством.
Сейчас это быстро развивающийся городок, окруженный джунглями на самом юге Шри-Ланки. Но в средневековые времена это была просто маленькая деревня. Катарагама находится в 228 км от Коломбо.

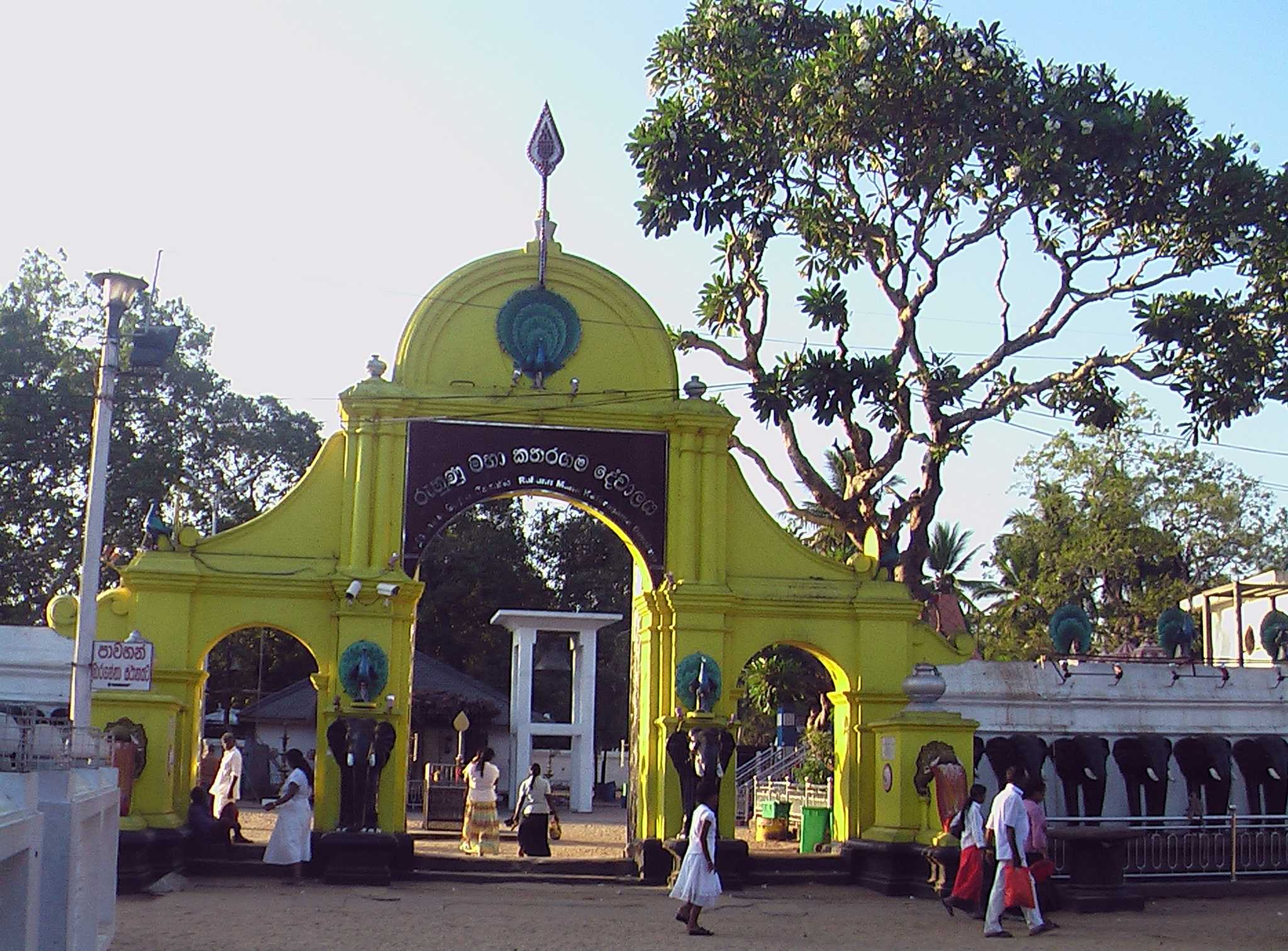
Главный вход в храм Катарагама

Тамильские индусы со Шри-Ланки и Южной Индии называют это место как Катиркамам, и оно является знаменитой индусской святыней, посвящённой Катиркаману. Главное божество здесь это бог Муруган, или Сканда. Шиваиты юга Индии называют его также Субрахманья. Это божество изображается с шестью лицами и 12 руками, или с одним лицом и 4 руками. Также есть святыня, называемая Селла-Катиркамам, посвящённая богу с лицом слона по имени Ганеша, который известен как старший брат Муругана.
В местное реке Маник-Ганга (или Манника-Гангаи) верующие проходят священное омовение, чтобы очистить себя. Местные жители говорят, что воды реки обладают исцеляюшим эффектом и объясняют это лечебными свойствами корней деревьев, растущих на всём её протяжении.